# Alexandre Boudan
Alexandre Boudan, né en 1600 et mort en avril 1671, est un graveur et imprimeur français.

## Biographie
Alexandre Boudan est marié, avant 1628, à Edmée Corbeil, dont on ignore l'origine sociale.
Il est graveur, enlumineur, imprimeur en taille-douce, éditeur, imprimeur du roi, marchand d'estampes dans le quartier Saint-Benoît, près de la rue Saint-Jacques, à Paris où il meurt en avril 1671.
Il est le père de nombreux enfants dont trois garçons qui meurent prématurément avant d'avoir terminé leur formation. Seul son dernier fils, Louis Boudan, lui aussi graveur, aurait pu lui succéder, mais ce dernier, né trop tardivement, ne remplira pas les espérances de son père.